# Khekra
Khekra är en ort i Indien.   Den ligger i distriktet Baghpat och delstaten Uttar Pradesh, i den norra delen av landet, 26 km norr om huvudstaden New Delhi. Khekra ligger 224 meter över havet och antalet invånare är 42 408.
Terrängen runt Khekra är mycket platt. Runt Khekra är det tätbefolkat, med 790 invånare per kvadratkilometer. Närmaste större samhälle är Loni, 12,7 km söder om Khekra. Trakten runt Khekra består till största delen av jordbruksmark.